# Ramgarh Cantonment
Ramgarh Cantonment (Hindi: रामगढ़ छावनी Rāmgaṛh Chavnī [ˈraːmɡʌɽʱ ˈtʃʰʌʋni]) ist eine Garnisonsstadt (cantonment) im indischen Bundesstaat Jharkhand. Sie hat knapp 90.000 Einwohner (Volkszählung 2011) und ist Verwaltungssitz des Distrikts Ramgarh.

## Geografie
Ramgarh Cantonment liegt am  Fluss Damodar und ist aufgrund der in unmittelbarer Nähe befindlichen Kohlegruben gut mit Eisenbahnen und der Nationalstraße NH 33 erschlossen. Im eigentlichen Cantonment sind heute (2012) zwei Regimenter des indischen Heeres stationiert.

## Geschichte
Das Gebiet des heutigen Ramgarh Cantonment war im Mittelalter ein Teil des Herrschaftsgebiets der Rajas von Chota Nagpur. Nach 1368 sagte sich ein Heerführer von seiner alten Herrschaft los und wurde Raja von Ramgarh. Auch unter britischer Herrschaft bestand das Fürstentum weiter, bis es 1947 Teil der Indischen Union wurde.
Bereits in seiner Entstehungszeit als Cantonment mit Kasernen und Wohnquartieren zog der Stützpunkt auch Zivilpersonen an, die außerhalb des für die Militärs bestimmten Gebiete siedelten.
Im Zweiten Weltkrieg war zeitweilig ein Internierungslager für feindliche Ausländer, die z. T. auch Ehefrauen von britischen oder indischen Männern, Angehörige von Missionsstationen oder in Indien ansässige Gurus deutscher Abstammung sowie deutsche Juden waren, hier eingerichtet.
Zwischen 1942 und 1944 durchliefen 53.000 Mann chinesische Truppen eine Ausbildung in Ramgarh Cantonment. Diese sogenannte X-Force wurde auf Kosten der Alliierten nach Ramgarh gebracht und war zu Beginn aus verstreuten Angehörigen von chinesischen Truppen zusammengesetzt, die sich 1942 aus Burma vor den anrückenden Japanern in das indische Assam zurückgezogen hatten. Später wurden auch Wehrpflichtige aus China über den Himalaya nach Assam geflogen und weiter per Eisenbahn nach Ramgarh gebracht. Dort erhielten sie neben der militärischen Ausbildung in dieser Zeit auch Material, Kleidung, Verpflegung und Sold von den Alliierten. Dr erste Ausbildungskurs begann am 3. August 1942. Bei der Rückeroberung Burmas in den Jahren 1944 und 1945 spielten die in Ramgarh trainierten chinesischen Soldaten eine wichtige Rolle.
Seit 2007 ist Ramgarh Cantonment Verwaltungssitz des Distrikts Ramgarh.